# John Oxley (lunghista)
John Taylor Oxley (Marion, 13 ottobre 1881 – Morris, 10 novembre 1925) è stato un lunghista statunitense.

## Biografia
Oxley partecipò alla gara di salto in lungo ai Giochi olimpici di Saint Louis 1904, dove ottenne un posizionamento inferiore al sesto posto.

## Palmarès
| Anno | Manifestazione  | Sede        | Evento         | Risultato | Prestazione | Note |
| ---- | --------------- | ----------- | -------------- | --------- | ----------- | ---- |
| 1904 | Giochi olimpici | Saint Louis | Salto in lungo | 7º-9º     | n/d         |      |